# روویتو
روویتو (به ایتالیایی: Rovito) یک کومونه در ایتالیا است که در استان کزنتزا واقع شده‌است.

## خصوصیات
روویتو ۱۰ کیلومترمربع مساحت و ۳٬۰۷۸ نفر جمعیت دارد و ۷۴۰ متر بالاتر از سطح دریا واقع شده‌است.